# Escut de Forallac

Escut oficial de Forallac

L'escut de Forallac representa els tres emblemes dels tres pobles que formen el municipi, Fonteta, Peratallada i Vulpellac, més un castell central recordant que els castells de Peralta, Peratallada i Vulpellac.

## Escut heràldic
L'escut oficial de Forallac té el següent blasonament:
| « | Escut caironat: de porpra, un castell d'argent obert sobremuntat d'una font d'argent i d'atzur i acostat d'una rodella d'atzur amb un lleó d'argent, a la destra, i d'un besant d'or amb un mont floronat d'atzur carregat de dos pals ondats d'argent a la sinistra. Per timbre una corona de baró. | » |

Va ser aprovat el 21 de maig de 1998 i publicat al DOGC el 26 de juny del mateix any amb el número 2668.
L'escut de Forallac és compost, igual com el municipi mateix: els pobles de Fonteta, Peratallada i Vulpellac es van unir en aquest nou municipi l'any 1977, i amb una part de cada nom van confegir el nom artificial de Forallac. El castell central al·ludeix als castells de Peratallada i Vulpellac, i els emblemes del voltant es refereixen a cadascun dels pobles fundadors del municipi: el lleó prové de les armes dels barons de Peratallada, la font heràldica de dalt del castell és el símbol de Fonteta (és un element parlant referit al nom del poble), i el mont floronat amb les dues rieres a dins ve de les armes parlants dels Sarriera, senyors de Vulpellac.
La corona de baró és per la baronia de Cruïlles que es va unir i traslladar a la baronia de Peratallada. Com que no existeixen antecedents de l'escut d'armes dels senyors de Peratallada i es va adoptar un dels dos escuts que hi ha en el sepulcre de Gilabert de Cruïlles en l'església de Sant Esteve de Peratallada.
L'ordre dels emblemes dels tres pobles no segueix l'ordre convencional d'importància històrica. Va ser alterat en la proposta municipal per seguir l'ordre de l'acrònim Forallac: el de Fonteta, amb menys història, ocupa el lloc més important a dalt del castell; el de Peratallada, el segon lloc a la destra; i el de Vulpellac, el tercer a la sinistra.

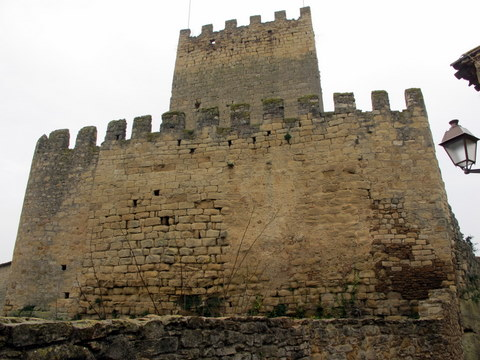
Castell de Peratallada
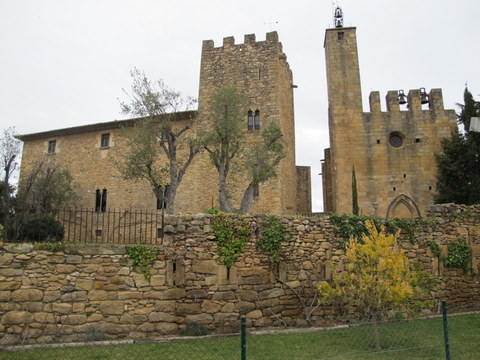
Castell de Vulpellac

## Bandera de Forallac
La bandera de Forallac va ser elaborada per l'heraldista Armand de Fluvià i Escorsa incorporant els quatre colors de l'escut sense cap element heràldic, ja que l'escut té més de tres símbols.
La bandera oficial té la següent descripció:
| « | Bandera apaïsada, de proporcions dos d'alt per tres de llarg, quadricolor horitzontal (quatre faixes), porpra, blanca, blava i groga. | » |

Va ser aprovada el 28 d'octubre de 1999 i publicada en el DOGC el 26 de novembre del mateix any amb el número 3024.